# Mariendalsmøllemotorvejen
Autostrada Mariendalsmøllemotorvejen – dwukilometrowy autostradowy łącznik południowo-zachodnich dzielnic Aalborga z autostradą Nordjyske Motorvej (M70) na węźle Ålborg-Syd.